# 朱塞佩·聖馬爾蒂諾
朱塞佩·聖馬爾蒂諾（Giuseppe Sanmartino、1720年—1793年12月12日）是一位洛可可時期的義大利雕塑家。

## 生平
聖馬爾蒂諾出生於那不勒斯，父親Nunziante曾在馬泰奧·波蒂列里（Matteo Bottiglieri）的工作室接受訓練。
聖馬爾蒂諾在1740年代的雕塑作品的資訊很少，雖然作品不少，但由於沒有可靠的年代數據或明顯的風格特徵，因此不能保證確實是他的作品。1746年，在安東尼奧·德·魯卡（Antonio di Lucca） 的工作室工作時，他創作了兩個小天使，可能是用於祭壇裝飾。
他的第一件有日期的作品（1753年）是《蒙紗的基督》，最初是由威尼斯雕塑家安東尼奧·科拉迪尼（Antonio Corradini）創作，但他未能完成。聖馬爾蒂諾自由地詮釋了他的草圖，創作了一座精美的雕塑，目前收藏於那不勒斯的聖塞維諾小堂。這座教堂的其他貢獻者包括弗朗西斯科·塞萊布拉諾（Francesco Celebrano）和熱那亞雕塑家弗朗西斯科·奎羅洛 （Francesco Queirolo）。
蒙紗的基督雕像精心製作，透過在石頭上再現薄面紗的效果。在同一教堂中，還有科拉迪尼之前創作的「貞潔」雕像。

## 外部連結
- Web Gallery of Art